# هاشاگی
هاشادی (به مجاری:  Hásságy) یک منطقهٔ مسکونی در مجارستان است که در ناحیه بوی واقع شده‌است.